# 西生浦倭城

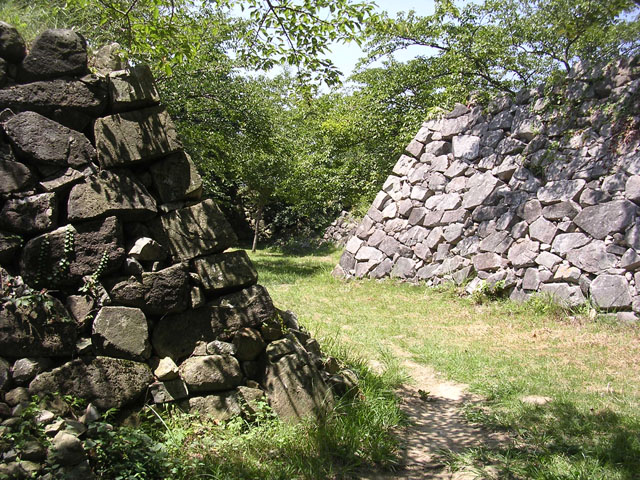
西生浦城

西生浦倭城（せいせいほわじょう、ソセンポわじょう、서생포왜성）は、文禄・慶長の役で加藤清正により、現在の大韓民国蔚山広域市蔚州郡西生面に築かれた倭城（日本式の城）。

## 構造
現在の蔚山市の中心部から南に約15kmほどの位置する海に面した小高い200mの山の上に築かれた。海は入り江になっており、城の築かれた山の北側には川も流れている。形態は山城。山頂に本丸、山腹に二の丸、麓に三の丸という配置である。本丸には天守も築かれた。
現在では、山頂と山腹に石垣のみが残る。朝鮮半島に当時築かれた倭城のなかでも保存状態が良い。日本に残る城跡のほとんどが、江戸時代に大名・幕府の威光を示す「見せる城」として作り替えられたもので、安土桃山時代の実戦用城郭の遺跡は少ない。このため、築城研究の貴重な資料ともなっている。

## 歴史
1593年、加藤清正が築城。
1594年、文禄の役の和平交渉が、西生浦倭城内で行われた。朝鮮側の記録では4回行われている。
1597年、慶長の役が始まると、西生浦倭城には加藤清正軍が入り、ここから出撃して全羅道及び忠清道方面を掃討した後帰還する。その間は浅野幸長が在番している。この年の末、北隣で築城中の蔚山倭城が攻囲を受けた時、加藤清正は当城にいたが、急報を受けると軍船に乗座して蔚山倭城に向かう。1598年が明けると救援に向かう日本軍の集結拠点となり、1月2日に出撃し、4日に明・朝連合軍を撃退した（蔚山城の戦い）。この戦いの後、蔚山城の守備に専念することになった加藤清正に代って毛利吉成が在番となり、次に黒田長政が交代した。
豊臣秀吉の死去を受けて朝鮮から日本軍が帰国することとなると、1598年11月、西生浦倭城からも守将となっていた黒田長政が撤収して放棄される。その後、空城となった当城に麻貴率いる明・朝連合軍が入城した。
1599年、文禄・慶長の役で戦死した人を弔うため蒼表堂が作られる。

## 交通手段
- 蔚山市外バスターミナルから、鎮下（ジナ、진하）、海雲台（ヘウンデ、해운대）行き市外バスで約30分、鎮下下車徒歩5分。
- 蔚山市内バス225または715番、西生浦倭城前（서생포왜성앞）下車すぐ。